# Gottfried Hohenlohe-Langenburg
Gottfried Karel Josef princ z Hohenlohe-Langenburgu (německy Gottfried Karl Joseph Prinz zu Hohenlohe-Langenburg, známý též jako Fredi Hohenlohe; 15. ledna 1860 Cegléd, Uhry – 19. listopadu 1933 Červený Hrádek) byl německý šlechtic a velkostatkář v Čechách. Zastával čestné hodnosti u císařského dvora ve Vídni a od roku 1909 byl členem rakouské Panské sněmovny. V severních Čechách vlastnil zámek Červený Hrádek s 12 000 hektary pozemků.

## Životopis

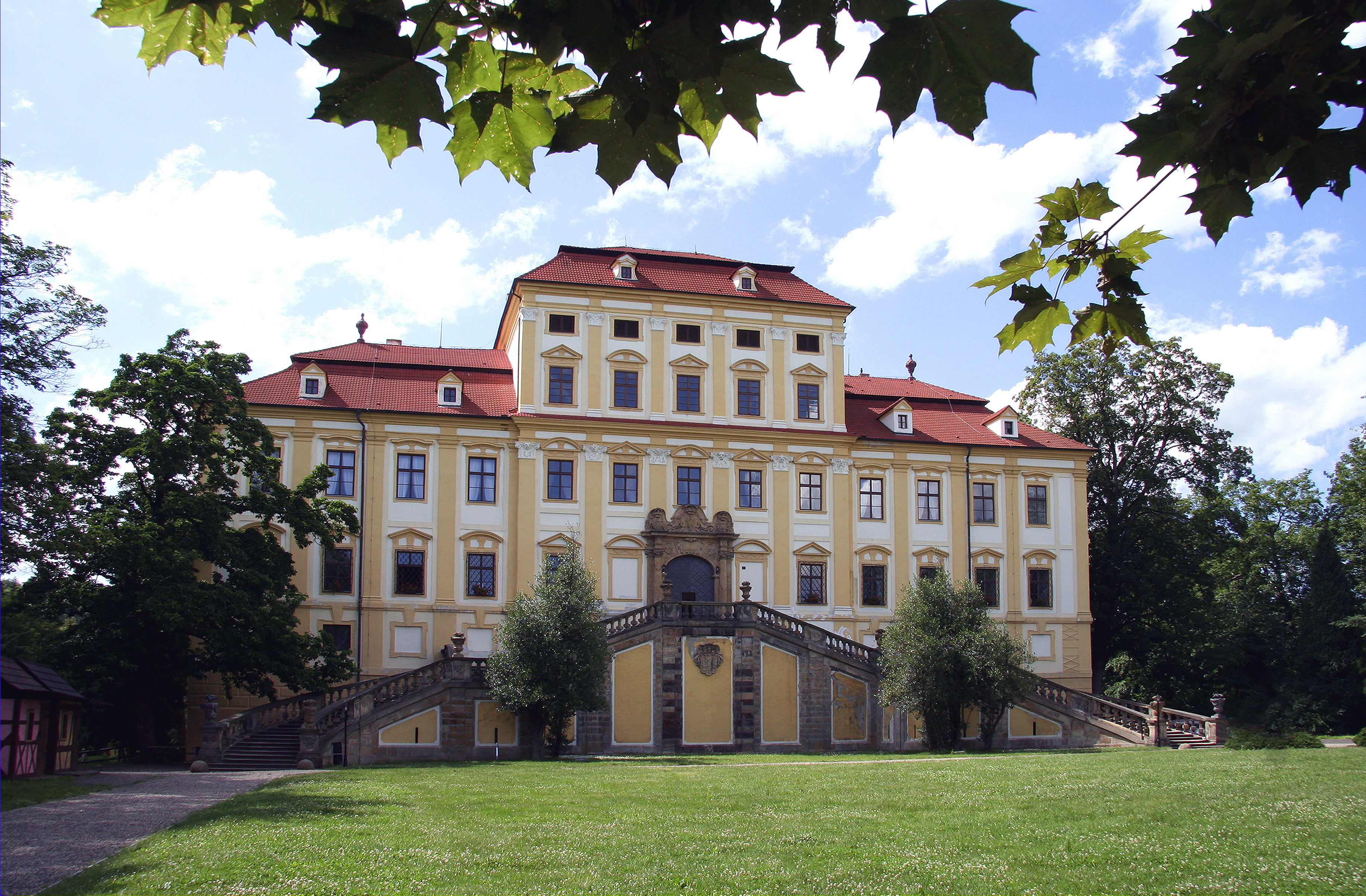
Zámek Červený Hrádek

Pocházel z významného šlechtického rodu Hohenlohů, patřil k linii Hohenlohe-Langenburg, narodil se v Uhrách jako nejstarší syn prince Ludvíka Hohenlohe-Langenburg (1823–1866), který padl v bitvě u Hradce Králové. Matka Gabriela (1840–1927) pocházela z rodu Trauttmansdorffů, byla dědičkou velkostatku Červený Hrádek a podruhé se provdala za hraběte Ladislava Thun-Hohensteina. Gottfried po maturitě na gymnáziu v Praze studoval práva na Karlově univerzitě, poté absolvoval vojenský výcvik v Hranicích na Moravě a v roce 1881 jako kadet vstoupil do armády. Z aktivní služby odešel v roce 1889 v hodnosti nadporučíka. Byl také c. k. komořím, tajným radou a v roce 1909 byl jmenován dědičným členem rakouské panské sněmovny.

## Majetek
V roce 1892 převzal na základě předchozích rodinných dohod matčino dědictví velkostatek Červený Hrádek, kde se trvale usadil. K velkostatku patřilo 12 000 hektarů půdy, převážně lesů, jejichž správě se Gottfried pečlivě věnoval. V letech 1894–1896 nechal stavebně upravit zámek podle návrhů mladého Jana Kotěry. Gottfried byl vášnivým lovcem a zúčastnil se honů po celé Evropě, naopak na Červeném Hrádku hostil řadu významných osobností. V roce 1904 je doložena návštěva českého místodržitele hraběte Karla Coudenhove, na Červeném Hrádku několikrát pobýval také pozdější císař Karel I., který patřil k rodinným přátelům. Gottfried se angažoval také v charitě a mimo jiné byl patronem sboru dobrovolných hasičů v Jirkově. Krátce před smrtí předal správu velkostatku v roce 1933 synovi Maxu Egonovi.

## Rodina
Jeho manželkou byla hraběnka Anna von Schönborn-Buchheim (1865–1954), s níž se oženil ve Vídni v roce 1890. Anna byla dcerou českého zemského poslance Ervína Schönborna (1842–1903), majitele Dolní Lukavice a mimo jiné švagrovou Gottfriedova vzdáleného příbuzného, rakouského ministerského předsedy Konráda Hohenlohe-Schillingsfürsta. Měli spolu jednu dceru a pět synů, všechny děti se narodily na Červeném Hrádku.
- 1. Marie Isabela (30. 5. 1891 – 20. 9. 1982 Bad Mergentheim, Bádensko-Württembersko)
  - ⚭ (1929) Alfred Weriand z Windisch-Grätze (12. 3. 1890 – 7. 3. 1972 Weikersheim, Bádensko-Württembersko)
- 2. Ludvík (13. 10. 1892 – 26. 5. 1945 Šoproň)
  - ⚭ (1921) Amálie Marie Hadik de Futak (5. 7. 1894 Tornanádaska, Borsod-Abaúj-Zemplén)
- 3. Gotfried Konstantin (11. 9. 1893 – 2. 6. 1973 Bad Mergentheim)
- 4. Max Egon (19. 11. 1897 – 13. 8. 1968 Marbella)
  - ⚭ (1921) María de la Piedad Iturbe y Scholtz (31. 8. 1892 Paříž – 26. 11. 1990 Madrid)
- 5. Karel Ervín (1. 12. 1903 – 4. 5. 1983 Ravensburg)
  - ⚭ (1934) hraběnka Anna Marie Czerninová z Chudenic (21. 10. 1914 Vídeň – 19. 12. 1988 Hoßkirch, Bádensko-Württembersko)
- 6. Rudolf Ferdinand (1. 12. 1903 – 13. 9. 1976 Tegernsee)
  - ⚭ (1959) Ines Schramm (15. 1. 1923 Berlín – ?)